# Rosemary Lassig
Rosemary Lassig (1941. augusztus 10. – Sydney, 2017. november 1.) ausztrál olimpiai ezüstérmes úszó.
Részt vett az 1960. évi nyári olimpiai játékokban, ahol társaival ezüstérmet szerzett 4 × 100 m vegyes váltóban. Házassága után neve Rosemary Lluka-ra változott.